# Southam and Brockhampton
Southam and Brockhampton var en civil parish 1866–1935 när det uppgick i Southam och Swindon i grevskapet Gloucestershire i England. Civil parish var belägen 10 km från Tewkesbury och hade 350 invånare år 1931.